# 电位滴定法
电位滴定法（Potentiometric titration）是一种利用溶液电极电位的突跃来指示终点的滴定方法。:37与传统的氧化还原滴定不同之处是无须指示剂，而是在溶液中插入两根电极，分别称指示电极与参比电极，测量电位随滴定剂加入体积的变化来指示终点。指示电极与溶液组成半电池，测量滴定涉及电对的电极电势。参比电极则是一电位稳定的半电池，常用的有氯化银电极、飽和甘汞電極等。
整个电池的电动势的计算式为Ecell = Eind - Eref + Esol。其中， Esol是滴定中参与反应离子的电极电势，Ecell是滴定过程中测得的电势差。以加入体积对电势差作图，得滴定曲线，滴定终点为电势突跃最大处。

## 历史
电位滴定法于1893年首次由莱比锡奥斯特瓦尔德研究所的罗伯特·布伦德进行。选用氯化钾、溴化钾和碘化钾滴定硝酸亚汞。参比电极是汞/硝酸亚汞电极。电池的初始电位差为0，加入氯化钾后，会沉淀析出氯化亚汞，溶液中亚汞离子浓度降低，与参比电极间产生浓差电位。进一步加入氯化钾，电位差缓慢增加，直到发生突跃。他发现突跃点正是亚汞离子完全沉淀之时，意味着能通过测量电位差指示滴定终点。
威廉·伯特在奥斯特瓦尔德研究所工作时设计了电位滴定的相关仪器。他使用电位滴定来研究强酸、弱酸以及多元酸在滴定中的差异。他提出该法可应用于找不到合适化学指示剂时的酸碱滴定。

## 终点判定

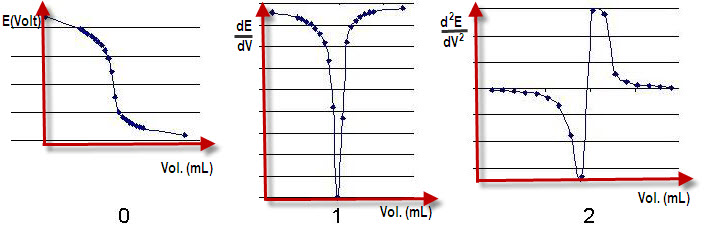
电位滴定的体积-电位曲线，及其一阶和二阶微商曲线。

与传统的滴定分析根据终点时指示剂颜色变化不同，电位滴定法根据滴定剂加入体积与电势的E-V曲线来判断终点。通常有以下几种判据：:38
- E-V曲线上的突跃；
- 一阶微商曲线（{\displaystyle {\frac {\Delta E}{\Delta V}}-V}曲线）的极值处；
- 二阶微商曲线（{\displaystyle {\frac {\Delta ^{2}E}{\Delta V^{2}}}-V}曲线）等于零时的体积。

或者根据滴定数据计算二阶微商，找到符号相反对应的两个体积V_1和V_2，则终点体积可根据以下插值公式得到：
{\displaystyle V=V_{1}+(V_{2}-V_{1}){\frac {\Delta ^{2}E_{1}/\Delta V_{1}^{2}}{(\Delta ^{2}E_{1}/\Delta V_{1}^{2})+|\Delta ^{2}E_{2}/\Delta V_{2}^{2}|}}}

## 应用
电位滴定能用于各种种类的滴定，包括酸碱滴定、络合滴定、沉淀滴定和氧化还原滴定。应用自动电位滴定计，监测滴定过程中的pH或电位，实现在终点时自动停止。:43
例如在工业生产中，利用电位滴定测量啤酒中苦味物质异葎草酮浓度。其方法是首先使用异辛烷或石油醚定量萃取，然后用乙酸镍或乙酸铅溶液滴定。异葎草酮能与这些金属离子形成络合物，电位差随之变化，并在滴定终点发生突跃。